# コンスタンティノス11世パレオロゴス
コンスタンティノス11世パレオロゴス・ドラガセス（コンスタンティノス11せいパレオロゴス・ドラガセス、ギリシャ語: Κωνσταντίνος ΙΑ' Παλαιολόγος Δραγάσης, ラテン文字転写: Kōnstantinos XI Palaiologos Dragasēs、1404年2月9日 - 1453年5月29日）は、東ローマ帝国パレオロゴス王朝の皇帝（在位：1449年 - 1453年）。東ローマ帝国最後、すなわちローマ帝国最後の皇帝である。中世ギリシア語読みではコンスタンディノス11世ドラガシス・パレオロゴス。後述する数え方の違いから「12世」や「13世」と呼ぶこともある。

## 生涯

### 誕生とギリシア人の希望の星として

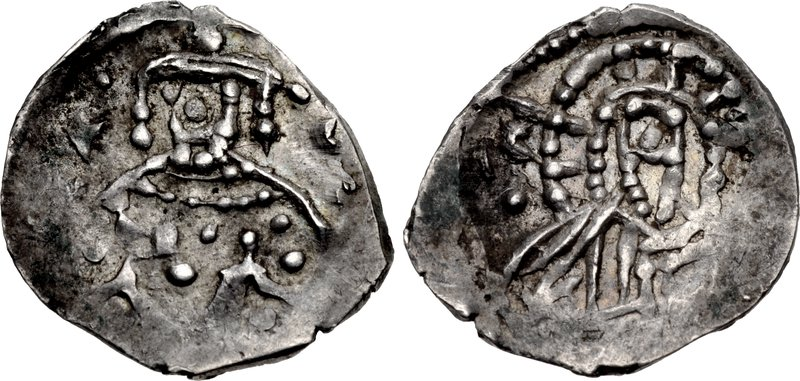
コンスタンティノスの粗雑な貨幣

1404年2月8日、皇帝マヌエル2世パレオロゴスの四男として、首都コンスタンティノポリスで生まれた。コンスタンティノスはれっきとしたパレオロゴス王家の生まれであったが、彼だけは母イェレナの姓であるドラガシュ（セルビアの地方領主ドラガシュ家）のギリシア語形である「ドラガセス」を姓とした。
当時の東ローマ帝国では、父親と母親の2つの姓を威信を目的として持つという事は、たいして珍しいことではなかった。コンスタンティノスは、幼い時期、兄弟の中でも優秀だったために母ヘレナのお気に入りの息子として育った。また、兄のヨハネス・パレオロゴス（後に東ローマ皇帝ヨハネス8世となる）からも将来を期待された。
1423年、彼の兄であるヨハネス8世パレオロゴスは首都コンスタンティノープルの対岸に位置していたオスマン帝国の絶え間ない脅威に対する援助を求めてフェラーラ・フィレンツェ公会議に参加することを決めた。ヨハネス8世は首都コンスタンティノープルで開催するとの主張を行ったが却下され、結局会議のためにヨーロッパへと出発した。その時、彼は首都を去る前にコンスタンティノスを不在中の摂政とし、彼に留守中のコンスタンティノープルを任せた。兄の不在の間、母ヘレナの指導の下でオスマン帝国のスルタン・ムラト2世と平和条約に署名を行うなど政治を行った。
1428年、兄セオドロス2世パレオロゴス、弟ソマス・パレオロゴスと共にペロポネソス半島にある、当時僅かになっていた東ローマ帝国の残存領となっていたモレアス専制公領の統治者となった。コンスタンティノスは、モレアス専制公時代の1429年にはパトラを併合してかつての十字軍国家アカイア公国勢力を一掃した。また、領内の整備にも成功した。更には旧東ローマ帝国領の中央ギリシア地方へも進出を企てるなど、ギリシャ人勢力最後の希望の星となった。
1440年、兄ヨハネス8世は一定の成果を上げて首都コンスタンティノープルに帰還を果たした。東西教会の長い分裂を打開することが決定されたこの会議の成果には、当時の首都内では非難の声が多数上がった。更には聖職者らにとどまらず、ヨハネス8世の皇子ディミトリオスは首都において東西教会合一、東西キリスト教派の徒党に擁立され、さらには同盟に懸念を抱くムラト2世の軍事的支援も取り付け、なんと1442年には首都コンスタンティノープルを包囲、攻撃した。ヨハネス8世はこれに困惑したが、状況はモレアスから長駆救援に駆けつけた専制公コンスタンティノスが外側から包囲軍を攻撃するという働きでどうにか撤兵と和平に持ち込むことに成功し、このことで彼はまた、他の兄がいるにもかかわらずヨハネス8世から非常に賞賛されたという。
1446年には兄の呼びかけに応える形で西欧から渡来した十字軍と連携してオスマン帝国軍に対して攻撃を行ったが、オスマン帝国のムラト2世に敗れ、ギリシャ人勢力再興の夢は断たれた。また、このことによって東ローマ帝国領のペロポネソス半島でさえ大きな被害を受けた。1448年、新たに結成された十字軍もコソヴォで打ち破られ（コソヴォの戦い）、東ローマ帝国救援の為の軍事的政策は潰え、コンスタンティノスは首府ミストラス（ミストラとも称される）に落ち着いた。

### 皇帝即位と治世
1448年に長兄の皇帝ヨハネス8世パレオロゴスが死去した。彼は三度の結婚いずれによっても子供を得られず、次期皇帝は4人の皇弟の中から選ばれる事になった。ヨハネス8世は生前、専制公コンスタンティノスを後継者にすべきであるとの考えを持ちそのようにしようとしたが、これには前述のセオドロス2世パレオロゴスと五弟ディミトリオスが反発し、それぞれ軍事力行使も辞さない構えであったためにコンスタンティノスの皇帝即位は難航した。結果として、コンスタンティノスと彼の弟デメトリオスとの間に後継者争いが起きたが、結局2か月後にはコンスタンティノスが1449年1月6日にモレアス専制公領の首都ミストラスで帝位に即いた。3月にコンスタンティノスはオスマン帝国軍を避けてコンスタンティノープル入りし、スルタン・ムラト2世と平和条約を結んだ。
1451年2月にムラト2世が没し、後を継いだメフメト2世は、当初は友好的な態度を取っていたものの、コンスタンティノスが帝国を維持するためにとったオスマン帝国撹乱作戦（亡命オスマン朝王子オルハンの擁立）に対して怒り、1452年7月にはボスポラス海峡のヨーロッパ側沿岸にルメリ・ヒサール（バルカン城塞）という名の城砦を築き、コンスタンティノポリスの征服を準備しはじめた。
これを受けたコンスタンティノスは、西欧諸国からの援軍を得るため1452年の暮れに東方正教会をローマ・カトリック教会に統合させると宣言した。これは兄ヨハネス8世がフィレンツェ公会議（1439年 - 1445年に開催）で署名した東西教会の合同決議に従ったものであった。しかしこの宣言は国民から猛反発を受け、大臣兼軍司令官のルカス・ノタラス大公に至っては「枢機卿の四角帽を見るくらいなら、スルタンのターバンを見るほうがましだ」と公言してはばからなかった。メフメト2世の現実主義的な性格から、たとえ征服されても信仰の自由は保障されるとの意見も根強かったとされている。結局西欧からの援軍も得られず、コンスタンティノスの最後の外交的努力も国内に亀裂を生んだだけで終わってしまった。

### コンスタンティノープルの陥落

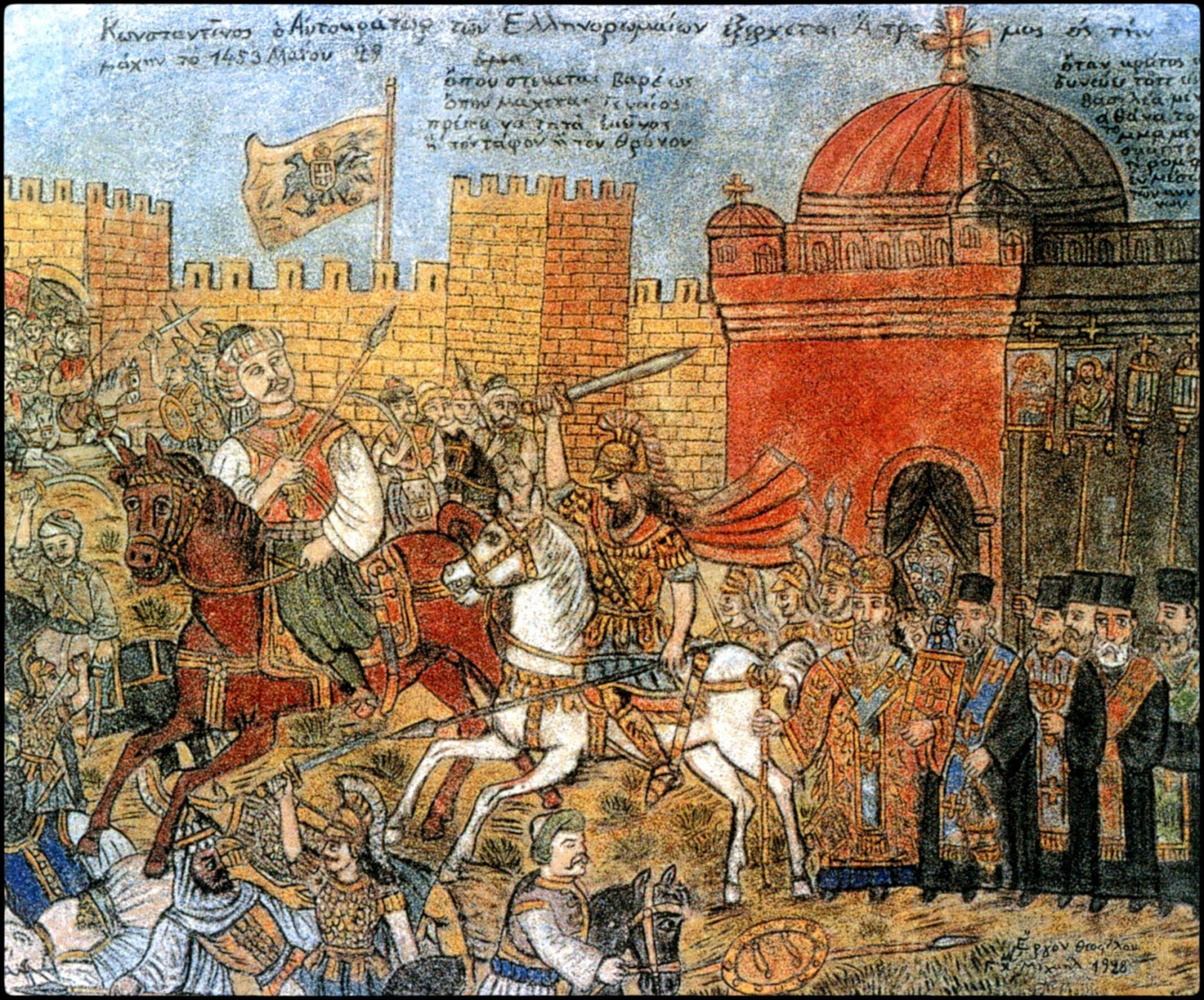
打って出るコンスタンティノス

1453年4月、メフメト2世率いる10万のオスマン帝国軍はコンスタンティノープルを包囲した。
メフメトは包囲を解く条件として、コンスタンティノープルからの皇帝の退去を要求。都さえ明け渡せばモレアス等の領有を認めるとした。皇帝の側近からも、一時都を逃れ、別の領地で抵抗を続けてはどうかという提案があった。しかし、コンスタンティノスは逃走を良しとせず、「帝国なき皇帝として生きることなど、神に誓ってありえない。都が落ちるならば私もまた滅びよう。逃れんとする者は逃れるがよい。死する覚悟のあるものは、私とともに留まるがいい」と返答し、ローマ皇帝として最後まで戦うことを選択した。
コンスタンティノス率いる東ローマ軍は2ヶ月にも渡って抵抗を続けたが、1453年5月29日未明、ついにオスマン軍が城壁を突破。コンスタンティノスは大剣を抜き払い、皇帝のきらびやかな衣装を脱ぎ捨てると、親衛隊とともに市中に渦巻くオスマン軍の中に姿を消して最後の抵抗を試み、消えゆく帝国と運命を共にしたとされている。詳細な最期は不明であるものの彼は戦死したとみられ、コンスタンティノープルは遂に陥落した。
ここに紀元前27年のアウグストゥス帝の即位以来、約1480年続いたローマ帝国（帝政ローマ）は終焉を迎え、同時に紀元前753年に建国されて以来2200年間存続した国家としてのローマも滅亡した。

### その後
コンスタンティノープルの陥落後、コンスタンティノス11世のものとされる遺体が発見された。遺体はメフメトによってコンスタンティノープルに数日間晒されたが、そののち最高の栄誉をもって埋葬された。しかしそれが本当にコンスタンティノスの遺体だったがどうかは定かでなく、彼の配下にあった貴族や高級官僚の遺体であった可能性もある。

## 評価
オスマン帝国支配下のギリシア人の間には「大理石と化して眠っているコンスタンティノスがいつの日か復活して、東ローマ帝国を再興させる」という伝説が生まれた。また正式には認められていないが、彼を聖人と考える正教徒もいた。コンスタンティノス11世の肖像画は、歴史的なギリシャ正教会のイコンである。また、コンスタンティノス11世は、近代におけるオスマン帝国との独立戦争中、独立に奮戦するギリシャ人にとっての象徴となった。今日、皇帝はギリシャの国民的英雄であると考えられ、首都アテネにはそれを記念した銅像が造られており、オスマン帝国からの独立に際して建国されたギリシャ王国の最後の国王はコンスタンディノス（現代ギリシア語読み）という名前である。
また、近代ギリシャにおいては彼をモチーフとした楽曲や映画なども作成されている。

## 家族

### 配偶者
コンスタンティノス11世は2度結婚している。まず最初に1428年7月1日、エピロス専制公国君主カルロ1世トッコの姪、マッダレーナ・トッコ（テオドラと改名）と結婚した。しかし彼女は1429年11月に亡くなってしまった。2回目は、エーゲ海のレスボス島のジェノヴァ人君主の娘カテリーナ・ガッティルシオとだったが、彼女もまた結婚後間もなくの1442年に亡くなった。どちらの結婚でも子供は生まれなかった。皇帝即位後、三度目の結婚が計画され、相手もグルジア王女に決まったが、花嫁の出発よりもコンスタンティノポリス包囲戦が先に始まってしまったため、この結婚は実現しなかった。

### 子女
コンスタンティノス11世には、前述の通り2人の妻が存在したが、そのいずれの間にも子女は誕生せず、東ローマ帝国がもしも滅亡しなかった場合、東ローマ皇帝位は弟のディミトリオスかトーマース（ソマスともいう）が継承する事になったであろう。

## もう一人のコンスタンティノス・パレオロゴス
皇帝コンスタンティノス11世は、「コンスタンティノス・パレオロゴス」の名前を持つマヌエル2世の息子としては2人目になる。実はヨハネス8世に続く次子として、もう一人のコンスタンティノスが生まれていた。その生年に関しては1393年から1398年の間としか判らない。彼は生まれて間もなく兄と共にモレアス専制公領に避難した。父が西欧から帰国した（1403年）後、兄ヨハネス8世、弟テオドロス2世は首都コンスタンティノポリスに戻ったが、コンスタンティノスは一人モネンヴァシアに残され、その地で死去した（恐らくは1405年以前）。なお、コンスタンティノス11世と弟デメトリオスの間にももう一人、ミカエル（ミハイル）という名前の息子が生まれた（1406年頃）が、こちらは誕生後間もなく死去した。

## コンスタンティノス12世、13世説
コンスタンティノス11世を、「12世」あるいは「13世」とする数え方がある。
まず「コンスタンティノス12世」については、1204年の第4回十字軍によるコンスタンティノポリス攻撃の際に皇帝に選出されたものの一晩だけで逃亡したコンスタンティノス・ラスカリス（ニカイア帝国の初代皇帝テオドロス1世ラスカリスの兄）をコンスタンティノス11世とし、最後の皇帝を12世とする数え方である。
また「コンスタンティノス13世」については、7世紀の皇帝コンスタンス2世の本名が「コンスタンティノス」（「コンスタンス」は「小さなコンスタンティノス」の意。彼が幼少で即位したため）だったことから、コンスタンス2世を「コンスタンティノス4世」とし、以後の皇帝を
- コンスタンティノス4世　→　コンスタンティノス5世
- コンスタンティノス5世“コプロニュモス”　→　コンスタンティノス6世“コプロニュモス”

といった具合に繰り下げて数え、なおかつコンスタンティノス・ラスカリスを「コンスタンティノス12世」としたためではないかと推測される。

## 画像

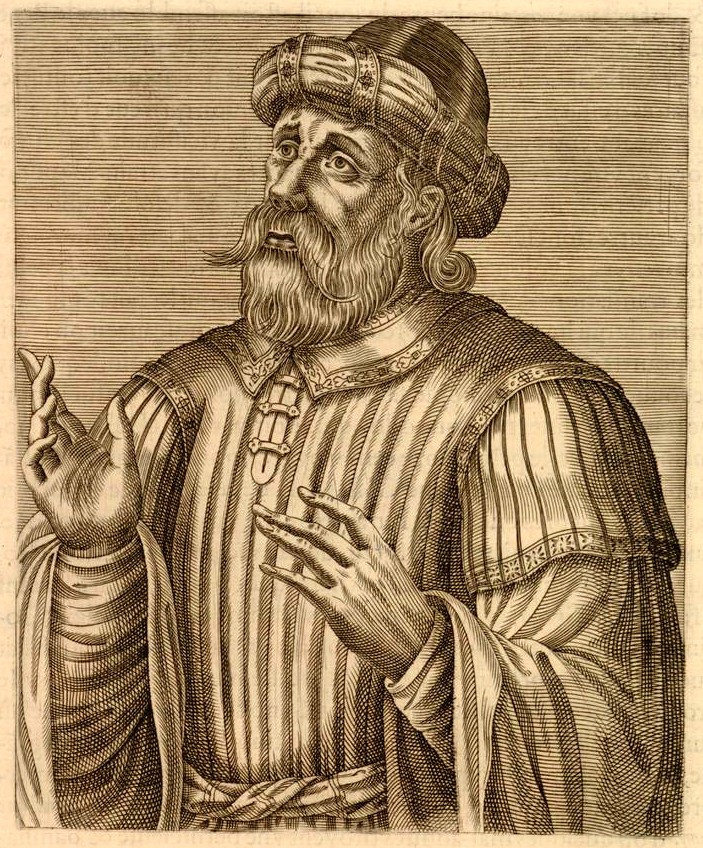
版画
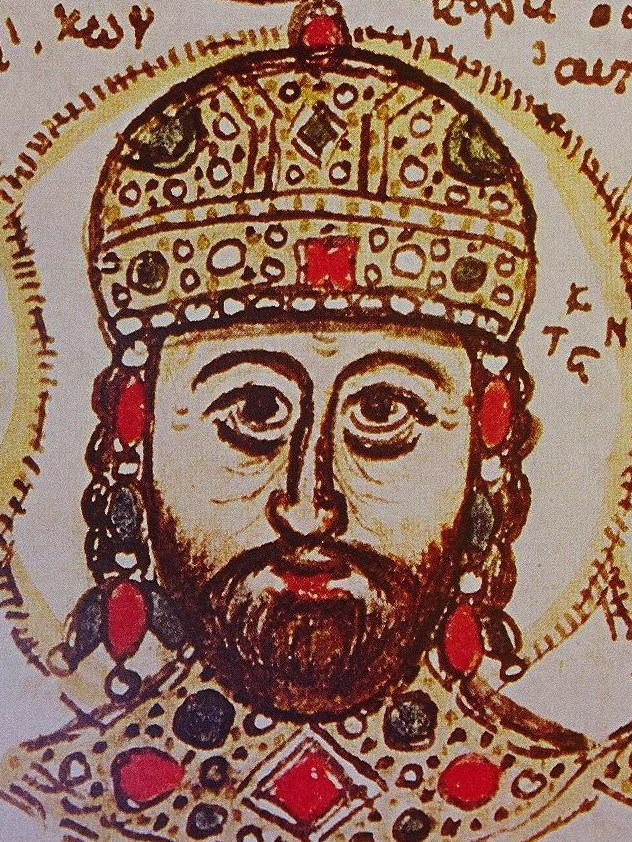
年代記に描かれたコンスタンティノス11世
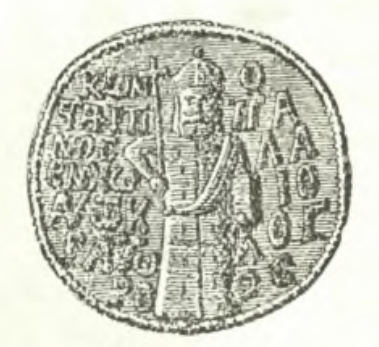
コイン
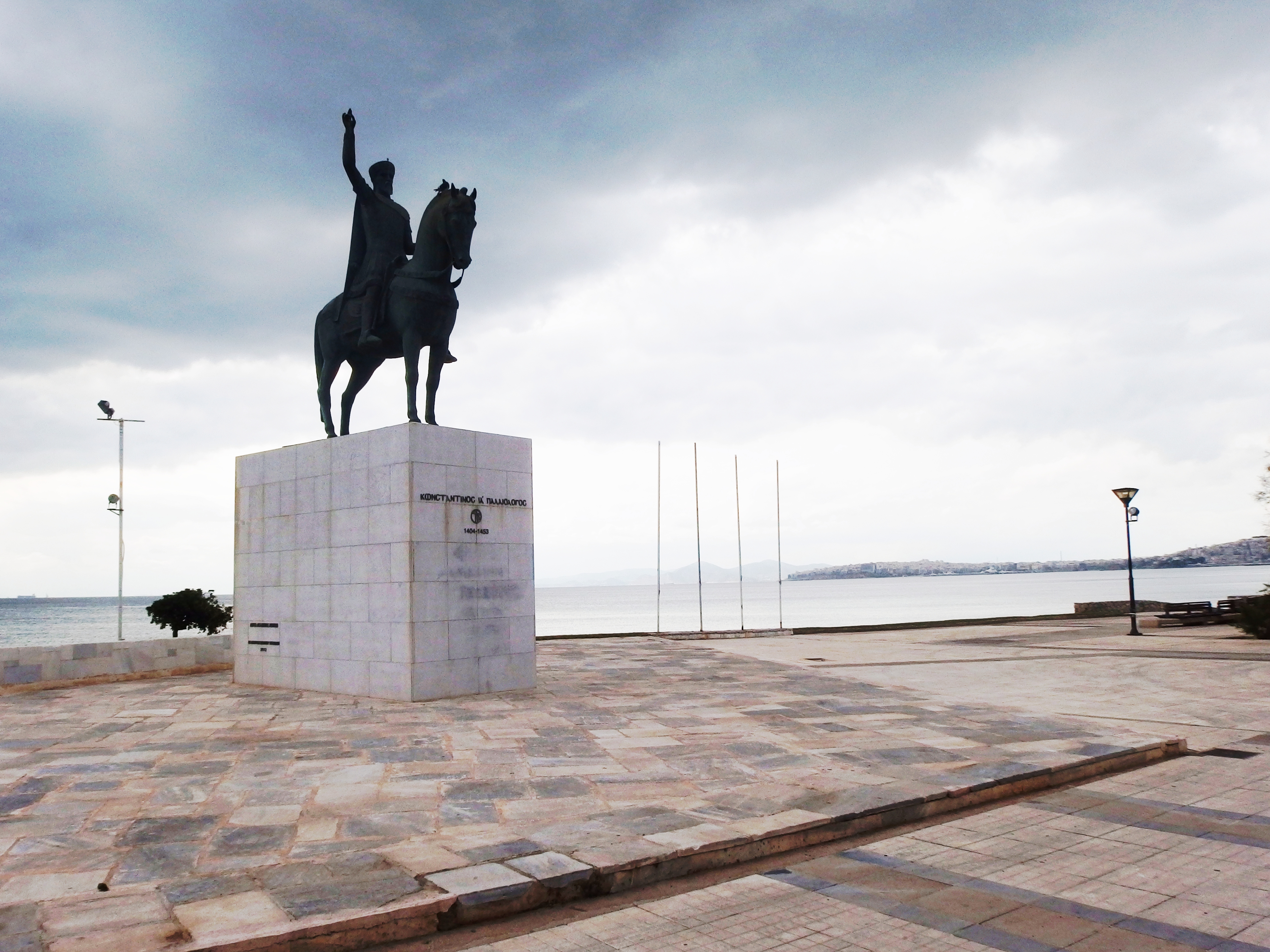
現代ギリシアの騎馬像

## 大衆文化において

### 「オタンチン・パレオロガス」
夏目漱石著の『吾輩は猫である』には、「オタンチン・パレオロガス」という罵倒語が登場しており、しばしば話題にされる。「吾輩」の飼い主である苦沙弥が夫人を罵るのにこの語を投げつけたものの、夫人は英語を知らない自分を馬鹿にしたものと強く反応し、何の意味もない語だという苦沙弥に対してどういう意味かと食い下がるという応酬が描かれた。この語は漱石が鏡子夫人をからかうために実際に使った洒落であったという。
この語は、間抜けを意味する「オタンチン」と、東ローマ帝国最後の皇帝である本項目の人物コンスタンティノス・パレオロゴスの英語読みによる名「コンスタンチン・パレオロガス」とをかけたものと説明されている。この罵倒の言葉に、コンスタンティノス・パレオロゴスに対する何らかの人物評価が含まれるかについては、以下のような見解がある。
ビザンティン美術研究者の益田朋幸は、あたら大帝国を滅ぼした末代皇帝への罵倒という解釈も可能であるが、漱石当時の近代ギリシャ王国を巡る状況（独立は果たしたもののギリシャ北部は依然オスマン帝国の支配下にあった）を踏まえて、大国に翻弄された皇帝への、本気の罵倒ではなく哀惜のこもった愛情のある罵りという解釈も可能なのではないかという感想を述べている。
哲学者の久野昭は、コンスタンチン・パレオロガスの最期の戦いぶりは「英雄的」とも評されており、決して罵りを受けるような人物像ではないことを確認したうえで、『吾輩は猫である』に登場する「オタンチン・パレオロガス」は、読者がこれがコンスタンチン・パレオロガスのもじりと理解することを期待したものでも、コンスタンチン・パレオロガスを揶揄するものでもなく、意味を問うことに意味はないという作中のやり取りに読者を巻き込むものではないかと解釈する。文献学者の山口謠司も、この語についてことさらにコンスタンチン・パレオロガスと結びつけた解釈をすることには否定的である。